# Locus Magazine
Locus: The Magazine of The Science Fiction & Fantasy Field o simplemente Locus Magazine es una revista estadounidense de aparición mensual que trata sobre la actualidad literaria de los géneros de la ciencia ficción, la fantasía y el terror en lengua inglesa. Entre sus contenidos habituales figuran noticias sobre obras recientemente publicadas y sobre el mundo editorial (premios, conferencias, ventas de derechos...) alrededor de dichos géneros. También publica entrevistas a escritores, reseñas de libros, columnas de opinión e informes sobre el estado del mundo editorial, así como una exhaustiva lista mensual de todas los libros de género publicados tanto en Estados Unidos como en Reino Unido y otra de los libros más vendidos.
Desde 1971 la revista organiza los premios Locus, unos galardones literarios entregados anualmente a las mejores obras de género y que son elegidos mediante votación entre los lectores de la misma.

## Historia
En 1968 Charles N. Brown, Ed Meskys y Dave Vanderwerf, miembros de un grupo de aficionados a la ciencia ficción residentes en Boston, crearon un fanzine de una única página con noticias del género al que llamaron Locus. El objetivo inicial del fanzine era promocionar la candidatura de su ciudad de residencia para la vigesimonovena Convención mundial de ciencia ficción (Worldcon) a celebrar en 1971. Originalmente el fanzine sólo iba a publicarse durante un año, hasta el momento de la votación para elegir dicha sede —que ocurriría en la Worldcon de 1969 celebrada en San Luis, Misuri—, pero tras la éxito de la candidatura Brown decidió continuar con él como un boletín general de noticias de ciencia ficción y fantasía. Pronto Locus rellenaría el hueco que dejó el fanzine mensual de noticias Science Fiction Times (fundado en 1941 con el nombre de Fantasy Times) cuando este dejó de publicarse en 1970. Ese mismo año 1970 Locus recibiría su primera nominación a un premio Hugo, y Brown fue nominado también como "mejor escritor fan".
Locus ganaría su primer premio Hugo al mejor fanzine precisamente en la Worldcon de 1971 celebrada en Boston. A este seguirían otros siete Hugos en la misma categoría durante la década de 1970 y hasta 1983. En 1972, Brown se mudó por motivos laborales al área de la Bahía de San Francisco, llevándose el fanzine con él. Las oficinas de Locus se encuentran ubicadas en Oakland desde 1973. En 1976 Brown abandonó su trabajo y se dedicó a tiempo completo a dirigir Locus como editor jefe, cargo que ocuparía durante más de 40 años hasta su muerte en julio de 2009. A partir de entonces el fanzine se profesionalizó, contratando en 1977 a su primer empleado. A partir de 1984 Locus pasó a competir en la recientemente creada categoría de los Hugo de mejor revista semiprofesional (semiprozine), en la que ganó en 22 ocasiones y fue nominado todos los años, hasta que en 2012 un cambio en el reglamento lo hizo inelegible para la categoría.
En 1997 la revista lanzó su sitio web Locus Online. En 2011 se lanzó la edición digital de la revista.
En la actualidad la revista se publica bajo el paraguas de una organización no lucrativa, la Locus Science Fiction Foundation, que también gestiona los premios Locus. En 2018 la revista celebró su 50 aniversario.

## Encuestas Locus
En 1973, la revista Locus realizó una encuesta entre sus lectores para determinar cuáles eran sus autores favoritos. La lista resultante la encabezó Robert A. Heinlein con 179 votos, al que seguía Isaac Asimov en la segunda posición y Arthur C. Clarke en la tercera.[cita requerida]  Una segunda encuesta celebrada en 1977 arrojó los mismos tres primeros clasificados, mientras que Ursula K. Le Guin sustituyó a Robert Silverberg en la cuarta posición, desplazándo a este a la quinta.[cita requerida]
En 1975, Locus organizó una segunda encuesta preguntando esta vez a sus lectores sobre cuál consideraban la mejor novela de todos los tiempos.  Los resultados se publicaron en el ejemplar del 15 de abril de 1975. La ganadora resultó ser la novela Dune de Frank Herbert, seguida por El fin de la infancia de Arthur C.  Clarke y La mano izquierda de la oscuridad de Ursula K. Le Guin. La encuesta se repitió en 1987, pero esta vez con categorías separadas para la mejor novela de ciencia ficción y para mejor novela de fantasía. Los resultados fueron publicados en el número de agosto de 1987, y en ciencia ficción la lista fue nuevamente encabezada por Dune, por delante de La mano izquierda de la oscuridad y El fin de la infancia. La categoría de fantasía resultó copada por J. R.  R. Tolkien y sus El Señor de los Anillos y El hobbit, dejando la tercera posición para Un mago de Terramar de Ursula K. Le Guin. Y la misma encuesta se realizó por tercera vez en 1998, esta vez limitando las novelas a aquellas aparecidas antes de 1990. En esta tercera votación de las mejores novelas de todos los tiempos, publicada en el número de agosto de 1998, consiguieron colarse en el podio El libro del sol nuevo de Gene Wolfe ―en la tercera posición de la categoría de fantasía― y La luna es una cruel amante de Robert A. Heinlein ―en la segunda de la de ciencia ficción―.
La encuesta realizada en 1998 incluía además otras categorías, en las que se elegía al mejor escritor de ficción breve (categoría que ganó Harlan Ellison por delante de Ray Bradbury e Isaac Asimov), la mejor novela corta (ganada por Vintage Season de C. L.  Moore), el mejor relato largo (Flores para Algernon de Daniel Keyes), el mejor relato corto ("Jeffty tiene cinco años" de Harlan Ellison), la mejor colección de relatos (Crónicas marcianas de Ray Bradbury) y la mejor antología (Visiones peligrosas de Harlan Ellison).
En 2012, una nueva encuesta ―publicada en el número de noviembre de ese año― seleccionó las mejores novelas de fantasía, las mejores novelas de ciencia ficción, las mejore novelas cortas, los mejores relatos largos y los mejores relatos cortos, en categorías separadas del siglo XX y del siglo XXI.

## Premios
- 1971-1972: Premio Hugo (2) al mejor fanzine
- 1976: Premio Hugo al mejor fanzine
- 1980-1983: Premio Hugo (4) al mejor fanzine
- 1984-1992: Premio Hugo (9) al mejor fanzine semiprofesional
- 1996-2004: Premio Hugo (9) al mejor fanzine semiprofesional